# Tommie Hartogs
Tommie Hartogs (né le 20 juin 1969 à Eindhoven aux Pays-Bas) est un joueur professionnel et un entraîneur de hockey sur glace néerlandais. Il est actuellement l'entraîneur principal des U17 Top du Forward Morges 

## Biographie

### Carrière de joueur
Tommie Hartogs commence sa carrière professionnelle en 1989 avec les Eaters Geleen de la 1e divisie, l'élite du hockey néerlandais, renommée Eredivisie deux ans plus tard. En 1991, il rejoint les Tilburg Trappers avec lesquels il gagne la Coupe des Pays-Bas. De retour avec les Eaters, il remporte une seconde Coupe en 1993 puis termine meilleur buteur du championnat la saison suivante. En 1994, il part pour la France où il signe avec les Albatros de Brest de l'Élite nationale. Avec le club breton il gagne deux titres de champion en 1996 et 1997 suivi d'un troisième consécutif en 1998 avec les Brûleurs de loups de Grenoble. L'année suivante, il retourne en Allemagne, où il avait fait un court passage en 1996-1997 avec l'Adler Mannheim. Il joue trois saisons avec les Krefeld Pinguine puis une avec les Kassel Huskies de la Deutsche Eishockey Liga, le plus haut niveau allemand, avant d'évoluer en 2002-2003 à l'étage inférieur avec l'EV Duisburg. La saison suivante, il retrouve son pays natal avec les Amstel Tijgers Amsterdam. Lors de ses deux premières saisons avec le club, il gagne deux doublés coupe-championnat ainsi que la Frans Henrichs Bokaal décernée au meilleur joueur néerlandais de l'Eredivisie et le titre de meilleur pointeur du championnat en 2005,. Il joue deux années supplémentaires dans la capitale néerlandaise, gagnant une ultime Coupe en 2007,.
Hartogs représente régulièrement son pays sur la scène internationale. En 1987, il dispute le Groupe C du Championnat d'Europe junior dont il termine le meilleur pointeur et est désigné meilleur attaquant tandis que son équipe s'adjuge la promotion. À partir de 1991, il joue avec l'équipe senior avec laquelle il prend part à 15 Championnats du monde en 16 ans, la sélection néerlandaise évoluant durant cette période au second niveau mondial, à l'exception de 1999 où elle joue au troisième. Hartogs termine meilleur pointeur de l'événement en 1999 puis en 2003 à égalité avec le kazakh Ievgueni Korechkov. Lors de cette édition il est également désigné meilleur défenseur.

### Carrière d'entraîneur
Au cours de sa dernière saison de joueur, Tommie Hartogs est également entraîneur-assistant. Cette même année, il devient entraîneur-chef de l'équipe nationale néerlandaise, une responsabilité qu'il conserve jusqu'en 2011. Il dirige aussi la sélection junior en 2010. Au cours de la saison 2010-2011, il est promu entraîneur-chef du Eindhoven Kemphanen de l'Eredivisie où il reste jusqu'à la fin de la saison suivante. Durant l'été 2012, il est nommé à la tête des Pingouins de Morzine-Avoriaz de la Ligue Magnus. En janvier 2016, peu de temps avant la fin de la saison régulière, il est démis de ses fonctions. En septembre 2016, il devient l'adjoint de Philippe Bozon pour les Boxers de Bordeaux.

## Statistiques

### En club
| Saison    | Équipe                        | Ligue         |    | Saison régulière | Saison régulière | Saison régulière | Saison régulière | Saison régulière |    | Séries éliminatoires | Séries éliminatoires | Séries éliminatoires | Séries éliminatoires | Séries éliminatoires |
| Saison    | Équipe                        | Ligue         | PJ | B                | A                | Pts              | Pun              | PJ               | B  | A                    | Pts                  | Pun                  |                      |                      |
| 1989-1990 | Eaters Geleen                 | 1e divisie    |    |                  |                  |                  |                  |                  |    |                      |                      |                      |                      |                      |
| 1990-1991 | Eaters Geleen                 | 1e divisie    | 24 | 23               | 20               | 43               | 10               | 10               | 5  | 12                   | 17                   | 4                    |                      |                      |
| 1991-1992 | Tilburg Trappers              | Eredivisie    | 30 | 18               | 30               | 48               | 14               | 4                | 2  | 2                    | 4                    | 4                    |                      |                      |
| 1992-1993 | Eaters Geleen                 | Eredivisie    | 24 | 20               | 22               | 42               | 6                |                  |    |                      |                      |                      |                      |                      |
| 1993-1994 | Eaters Geleen                 | Eredivisie    | 18 | 32               | 28               | 60               | 6                | 22               | 14 | 23                   | 37                   | 10                   |                      |                      |
| 1994-1995 | Albatros de Brest             | Élite         | 26 | 15               | 12               | 27               | 32               | 9                | 6  | 8                    | 14                   | 18                   |                      |                      |
| 1995-1996 | Albatros de Brest             | Élite         | 24 | 20               | 17               | 37               | 26               | 12               | 9  | 10                   | 19                   | 14                   |                      |                      |
| 1996-1997 | Albatros de Brest             | Nationale 1A  | 27 | 21               | 37               | 58               | 16               | 10               | 8  | 15                   | 23                   | 8                    |                      |                      |
| 1996-1997 | Adler Mannheim                | DEL           | 9  | 3                | 1                | 4                | 4                |                  |    |                      |                      |                      |                      |                      |
| 1997-1998 | Brûleurs de loups de Grenoble | Élite         | 48 | 34               | 41               | 75               | 36               |                  |    |                      |                      |                      |                      |                      |
| 1998-1999 | Krefeld Pinguine              | DEL           | 51 | 7                | 21               | 28               | 14               | 4                | 1  | 1                    | 2                    | 0                    |                      |                      |
| 1999-2000 | Krefeld Pinguine              | DEL           | 56 | 14               | 30               | 44               | 36               | 4                | 1  | 1                    | 2                    | 18                   |                      |                      |
| 2000-2001 | Krefeld Pinguine              | DEL           | 60 | 10               | 16               | 26               | 52               |                  |    |                      |                      |                      |                      |                      |
| 2001-2002 | Kassel Huskies                | DEL           | 48 | 8                | 11               | 19               | 8                | 7                | 0  | 2                    | 2                    | 4                    |                      |                      |
| 2002-2003 | EV Duisburg                   | 2. Bundesliga | 54 | 13               | 20               | 33               | 44               |                  |    |                      |                      |                      |                      |                      |
| 2003-2004 | Amstel Tijgers Amsterdam      | Eredivisie    | 54 | 34               | 28               | 62               | 53               | 9                | 3  | 6                    | 9                    | 2                    |                      |                      |
| 2004-2005 | Amstel Tijgers Amsterdam      | Eredivisie    | 28 | 30               | 46               | 76               | 10               | 7                | 5  | 6                    | 11                   | 20                   |                      |                      |
| 2005-2006 | Amstel Tijgers Amsterdam      | Eredivisie    | 41 | 11               | 45               | 56               | 48               | 4                | 1  | 1                    | 2                    | 16                   |                      |                      |
| 2006-2007 | Amstel Tijgers Amsterdam      | Eredivisie    | 21 | 1                | 4                | 5                | 10               | 5                | 2  | 3                    | 5                    | 8                    |                      |                      |

### En équipe nationale
| Année | Compétition                 |   | PJ | B  | A  | Pts | Pun                           |  | Résultats |
| 1987  | Championnat d'Europe junior |   | 4  | 7  | 11 |     | 1er du Groupe C               |  |           |
| 1991  | Championnat du monde        | 7 | 2  | 0  | 2  | 4   | 7e du Groupe B                |  |           |
| 1992  | Championnat du monde        | 7 | 3  | 6  | 9  | 2   | 2e du Groupe B                |  |           |
| 1993  | Championnat du monde        | 7 | 5  | 10 | 15 | 4   | 3e du Groupe B                |  |           |
| 1994  | Championnat du monde        | 7 | 3  | 3  | 6  | 14  | 6e du Groupe B                |  |           |
| 1995  | Championnat du monde        | 7 | 2  | 4  | 6  | 4   | 4e du Groupe B                |  |           |
| 1996  | Championnat du monde        | 7 | 2  | 3  | 5  | 6   | 7e du Groupe B                |  |           |
| 1997  | Championnat du monde        | 7 | 6  | 4  | 10 | 6   | 7e du Groupe B                |  |           |
| 1999  | Championnat du monde        | 5 | 7  | 14 | 21 | 6   | 1er du Groupe C               |  |           |
| 2000  | Championnat du monde        | 7 | 4  | 2  | 6  | 6   | 8e du Groupe B                |  |           |
| 2001  | Championnat du monde        | 4 | 0  | 5  | 5  | 4   | 5e de Division I, Groupe A    |  |           |
| 2002  | Championnat du monde        | 4 | 0  | 9  | 9  | 6   | 4e de Division I, Groupe A    |  |           |
| 2003  | Championnat du monde        | 5 | 3  | 8  | 11 | 6   | 4e de Division I, Groupe A    |  |           |
| 2004  | Championnat du monde        | 5 | 4  | 3  | 7  | 2   | 3e de Division I, Groupe A    |  |           |
| 2004  | Qualifications olympiques   | 3 | 1  | 5  | 6  | 0   | 2e du Groupe 3 (Premier tour) |  |           |
| 2005  | Championnat du monde        | 5 | 2  | 1  | 3  | 2   | 3e de Division I, Groupe B    |  |           |
| 2006  | Championnat du monde        | 4 | 2  | 1  | 3  | 6   | 5e de Division I, Groupe B    |  |           |

## Trophées et honneurs personnels
- 1986-1987 :
  - meilleur pointeur du Groupe C du Championnat d'Europe junior
  - meilleur attaquant du Groupe C du Championnat d'Europe junior
- 1991-1992 : vainqueur de la Coupe des Pays-Bas avec les Tilburg Trappers
- 1992-1993 : vainqueur de la Coupe des Pays-Bas avec les Eaters Geleen
- 1993-1994 : meilleur buteur de l'Eredivisie
- 1995-1996 : champion de France avec les Albatros de Brest
- 1996-1997 : champion de France avec les Albatros de Brest
- 1997-1998 : champion de France avec les Brûleurs de loups de Grenoble
- 1998-1999 : meilleur pointeur du Groupe C du Championnat du monde
- 2002-2003 : meilleur pointeur de la Division I, Groupe A du Championnat du monde
- 2003-2004 :
  - vainqueur de la Coupe des Pays-Bas avec les Amstel Tijgers Amsterdam
  - champion des Pays-Bas avec les Amstel Tijgers Amsterdam
  - Frans Henrichs Bokaal du meilleur joueur néerlandais de l'Eredivisie
- 2004-2005 :
  - vainqueur de la Coupe des Pays-Bas avec les Amstel Tijgers Amsterdam
  - champion des Pays-Bas avec les Amstel Tijgers Amsterdam
  - meilleur pointeur de l'Eredivisie
  - Frans Henrichs Bokaal du meilleur joueur néerlandais de l'Eredivisie
- 2006-2007 : vainqueur de la Coupe des Pays-Bas avec les Amstel Tijgers Amsterdam